# Avrieux
Ne doit pas être confondu avec Arvieu ou Arvieux.
Avrieux est une commune française située dans le département de la Savoie, en région Auvergne-Rhône-Alpes.

## Géographie
Les communes limitrophes sont Bardonnèche, Aussois, Modane, Villarodin-Bourget et Val-Cenis.

### Localisation
Village situé en haute Maurienne, au bord de l'Arc, aux portes du parc national de la Vanoise à 5 kilomètres au nord-est de Modane.
|                    |                      | Aussois   |
| Villarodin-Bourget | Avrieux              | Val-Cenis |
| Modane             | Bardonnèche (Italie) |           |

### Climat
Pour des articles plus généraux, voir Climat d'Auvergne-Rhône-Alpes et Climat de la Savoie.
En 2010, le climat de la commune est de type climat des marges montargnardes, selon une étude du Centre national de la recherche scientifique s'appuyant sur une série de données couvrant la période 1971-2000. En 2020, Météo-France publie une typologie des climats de la France métropolitaine dans laquelle la commune est exposée à un climat de montagne ou de marges de montagne et est dans la région climatique Alpes du nord, caractérisée par une pluviométrie annuelle de 1 200 à 1 500 mm, irrégulièrement répartie en été.
Pour la période 1971-2000, la température annuelle moyenne est de 7,9 °C, avec une amplitude thermique annuelle de 17,4 °C. Le cumul annuel moyen de précipitations est de 733 mm, avec 8 jours de précipitations en janvier et 7,7 jours en juillet. Pour la période 1991-2020, la température moyenne annuelle observée sur la station météorologique installée sur la commune est de 8,5 °C et le cumul annuel moyen de précipitations est de 600,4 mm,. Pour l'avenir, les paramètres climatiques de la commune estimés pour 2050 selon différents scénarios d'émission de gaz à effet de serre sont consultables sur un site dédié publié par Météo-France en novembre 2022.
| Mois                                  | jan.             | fév.           | mars             | avril           | mai             | juin          | jui.           | août           | sep.            | oct.            | nov.             | déc.             | année      |
| ------------------------------------- | ---------------- | -------------- | ---------------- | --------------- | --------------- | ------------- | -------------- | -------------- | --------------- | --------------- | ---------------- | ---------------- | ---------- |
| Température minimale moyenne (°C)     | −4,7             | −4,4           | −0,8             | 2,2             | 6,3             | 9,7           | 11,5           | 11,3           | 7,9             | 4,1             | −0,5             | −3,7             | 3,2        |
| Température moyenne (°C)              | −0,9             | 0,3            | 4,6              | 7,9             | 12,1            | 15,9          | 18             | 17,7           | 13,7            | 9,4             | 3,6              | −0,6             | 8,5        |
| Température maximale moyenne (°C)     | 2,8              | 5,1            | 10,1             | 13,6            | 18              | 22,1          | 24,5           | 24,1           | 19,4            | 14,7            | 7,6              | 2,5              | 13,7       |
| Record de froid (°C) date du record   | −21,6 09.01.1985 | −21,1 07.02.12 | −18,4 07.03.1971 | −9,3 07.04.1975 | −4,1 04.05.1979 | −0,5 04.06.01 | 1,8 06.07.1965 | 1,3 31.08.1995 | −2 19.09.1962   | −7,8 31.10.1974 | −15,6 23.11.1988 | −18,4 07.12.1969 | −21,6 1985 |
| Record de chaleur (°C) date du record | 14,2 12.01.1998  | 20 25.02.21    | 23 31.03.21      | 26,5 09.04.11   | 30,5 24.05.09   | 35 27.06.19   | 36 18.07.23    | 35,1 24.08.23  | 30,5 02.09.1998 | 27,8 07.10.09   | 21,6 07.11.1955  | 15,8 11.12.1978  | 36 2023    |
| Précipitations (mm)                   | 54,1             | 36             | 36,6             | 39,9            | 57,4            | 53,5          | 39,8           | 50,7           | 47,5            | 60,4            | 63,2             | 61,3             | 600,4      |

## Urbanisme

### Typologie
Au 1er janvier 2024, Avrieux est catégorisée bourg rural, selon la nouvelle grille communale de densité à sept niveaux définie par l'Insee en 2022.
Elle est située hors unité urbaine. Par ailleurs la commune fait partie de l'aire d'attraction de Modane, dont elle est une commune de la couronne,. Cette aire, qui regroupe 6 communes, est catégorisée dans les aires de moins de 50 000 habitants,.

### Occupation des sols
L'occupation des sols de la commune, telle qu'elle ressort de la base de données européenne d’occupation biophysique des sols Corine Land Cover (CLC), est marquée par l'importance des forêts et milieux semi-naturels (98,7 % en 2018), en augmentation par rapport à 1990 (96,3 %). La répartition détaillée en 2018 est la suivante : 
espaces ouverts, sans ou avec peu de végétation (46,7 %), milieux à végétation arbustive et/ou herbacée (31,4 %), forêts (20,7 %), zones urbanisées (1,2 %), prairies (0,1 %).
L'IGN met par ailleurs à disposition un outil en ligne permettant de comparer l’évolution dans le temps de l’occupation des sols de la commune (ou de territoires à des échelles différentes). Plusieurs époques sont accessibles sous forme de cartes ou photos aériennes : la carte de Cassini (XVIIIe siècle), la carte d'état-major (1820-1866) et la période actuelle (1950 à aujourd'hui).

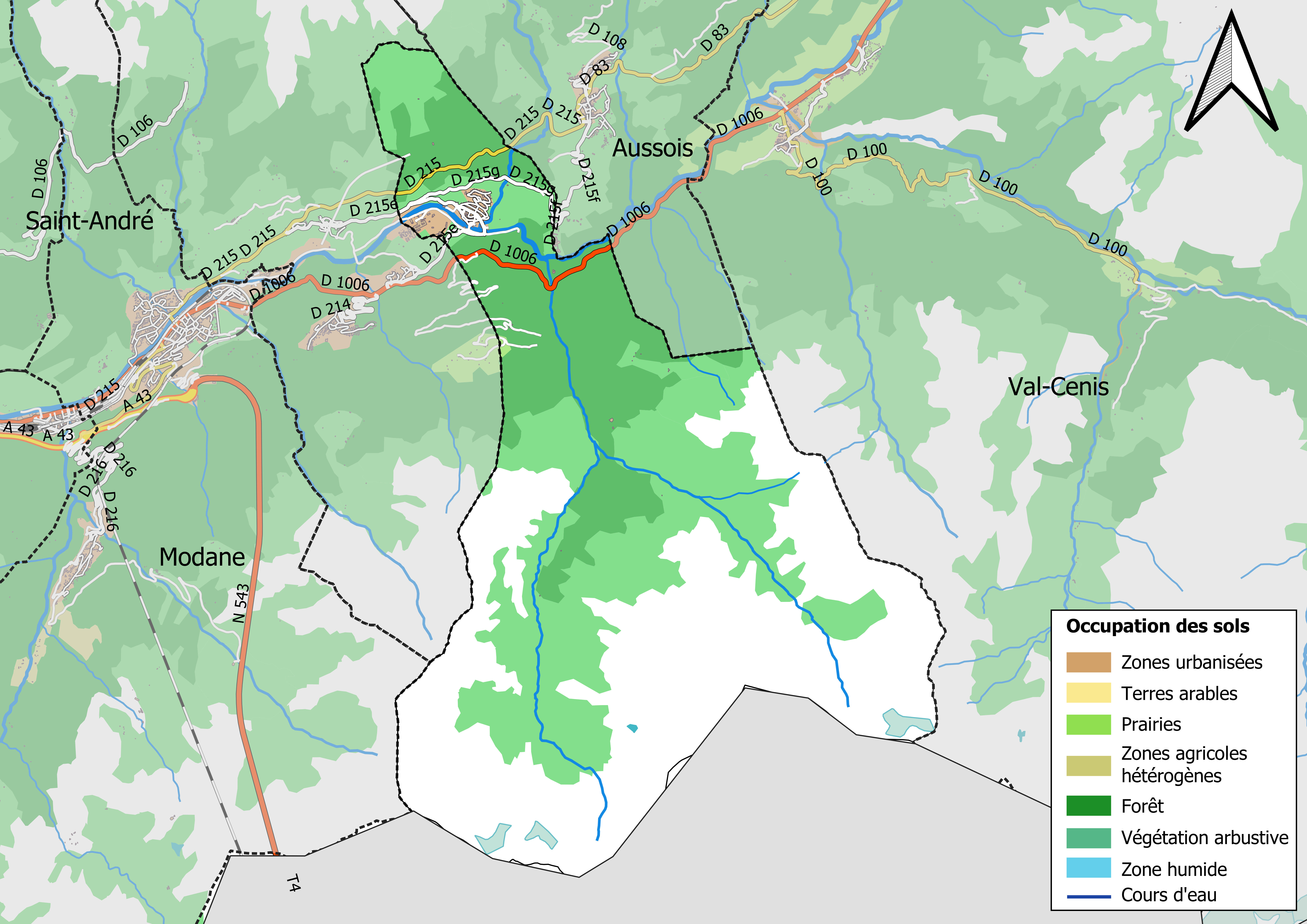
Carte des infrastructures et de l'occupation des sols en 2018 (CLC) de la commune.
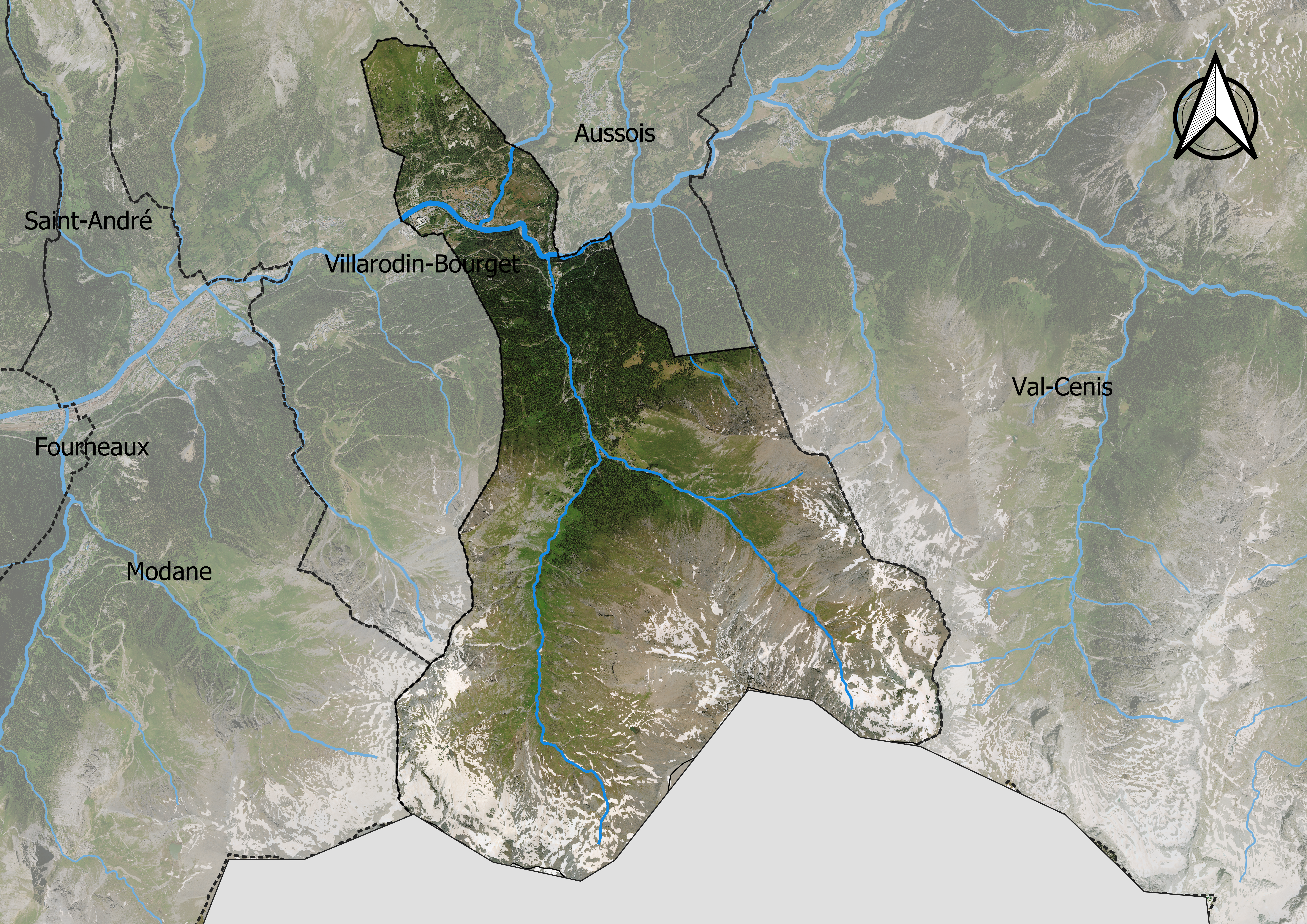
Carte orthophotogrammétrique de la commune.

## Toponymie
Les premières mentions d'Avrieux remontent à la moitié du XIIe siècle et au siècle suivant  avec le nom des seigneurs et de l'église sous les formes Aprili, puis Aprilis (villa Aprilis, en 1214). Adolphe Gros indique que Apvrieulx et Apvrieux  apparaissent dans les documents en langue romane.
Pour Gros, le nom Aprilis serait un cognomen assez répandu à Rome, écartant un lien avec le quatrième mois de l'année ou une origine anglaise. Pour lui, Avrieux — précisant que le « x de la finale n'est pas étymologique » — dériverait du gallo-romain Apriacus, soit le domaine de Aprius.
En francoprovençal ou en arpitan savoyard, le nom de la commune s'écrit Avriou ou encore Avriô et peut être prononcé « Avrou » (retranscrit selon la graphie semi-phonétique de Conflans).

## Histoire
Le roi de Francie occidentale et Empereur d'Occident, Charles II le Chauve, est empoisonné à son retour d'Italie, où il était allé porter secours au pape Jean VIII en lutte contre les Sarrasins, et est mort le 6 octobre 877, dans le village de « Brios », qui serait Avrieux.
Le village est mentionné ensuite à partir du XIIIe siècle. Avrieux relève de la châtellenie de Maurienne.
Une famille seigneuriale de Aprili est mentionnée en 1153, avec Willelmus de Aprili, puis en 1214, avec Anselmus de Aprili,. Cette seconde mention correspondant à la fondation de l'église, au mois de février, reposant sur les donations faites par Anselme et ses enfants,.
Avrieux est le centre d'une châtellenie avec la présence d'un château, In castro Aprilis, mentionné en 1399,.
En 1805, un poste de la ligne de télégraphe Chappe Paris — Milan est construit à Avrieux, au Courberon.

## Politique et administration
Avrieux est une des 20 communes du canton de Modane.

### Liste des maires

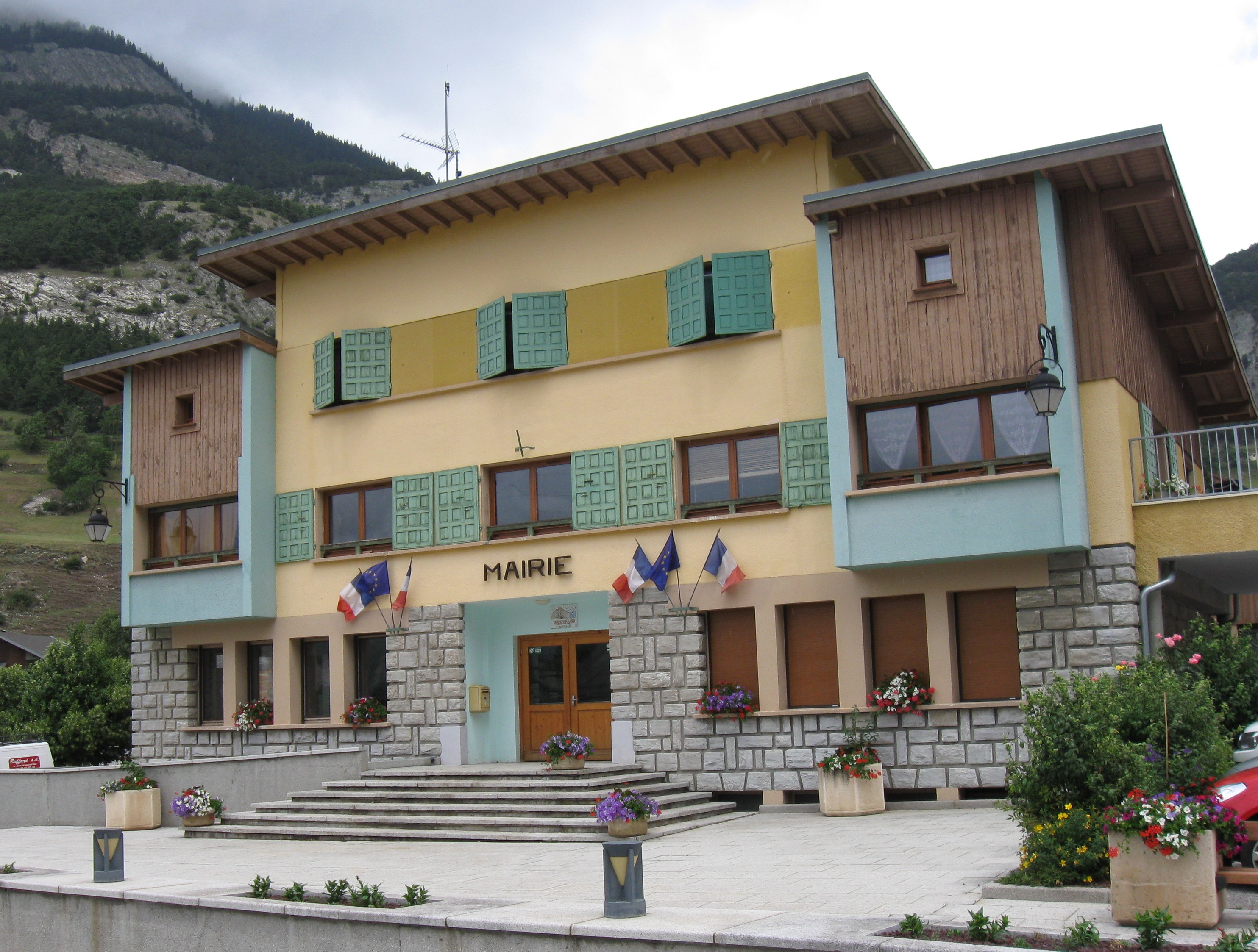
La mairie d'Avrieux.

| Période   | Période                  | Identité          | Étiquette | Qualité |
| --------- | ------------------------ | ----------------- | --------- | ------- |
| 1989      | 1995                     | Roland Fiandino   | DVD       |         |
| 1995      | 2001                     | Chantal Grenat    | DVG       |         |
| mars 2001 | mars 2014                | Antoine Pla       | UMP       |         |
| mars 2014 | En cours (au avril 2014) | Jean-Marc Buttard | DVD       |         |

### Jumelages
- Piedicavallo (Italie) depuis 2009[16].

## Population et société

### Démographie
L'évolution du nombre d'habitants est connue à travers les recensements de la population effectués dans la commune depuis 1793. Pour les communes de moins de 10 000 habitants, une enquête de recensement portant sur toute la population est réalisée tous les cinq ans, les populations de référence des années intermédiaires étant quant à elles estimées par interpolation ou extrapolation. Pour la commune, le premier recensement exhaustif entrant dans le cadre du nouveau dispositif a été réalisé en 2004.

En 2022, la commune comptait 394 habitants, en évolution de +1,81 % par rapport à 2016 (Savoie : +3,63 %, France hors Mayotte : +2,11 %).
| 1793 | 1800 | 1806 | 1822 | 1838 | 1848 | 1858 | 1861 | 1866 |
| ---- | ---- | ---- | ---- | ---- | ---- | ---- | ---- | ---- |
| 192  | 224  | 246  | 218  | 247  | 274  | 291  | 305  | 305  |

| 1872 | 1876 | 1881 | 1886 | 1891 | 1896 | 1901 | 1906 | 1911 |
| ---- | ---- | ---- | ---- | ---- | ---- | ---- | ---- | ---- |
| 306  | 248  | 247  | 224  | 221  | 220  | 211  | 222  | 208  |

| 1921 | 1926 | 1931 | 1936 | 1946 | 1954 | 1962 | 1968 | 1975 |
| ---- | ---- | ---- | ---- | ---- | ---- | ---- | ---- | ---- |
| 195  | 171  | 158  | 145  | 149  | 308  | 261  | 387  | 267  |

| 1982 | 1990 | 1999 | 2004 | 2006 | 2009 | 2014 | 2019 | 2022 |
| ---- | ---- | ---- | ---- | ---- | ---- | ---- | ---- | ---- |
| 285  | 310  | 340  | 353  | 359  | 400  | 401  | 389  | 394  |

### Enseignement
La commune est rattachée à l'académie de Grenoble.

## Économie

### Soufflerie de l'ONERA
Soufflerie expérimentale de l’ONERA : cette installation comporte en 2011 cinq souffleries de tailles diverses destinées à étudier l'aérodynamisme de divers aéronefs (missiles, avions, etc.), plus ponctuellement d'autres engins : remontées mécaniques, ponts à haubans, etc. Elle emploie près de 150 personnes, cadres et techniciens.
La plus grosse soufflerie et la plus ancienne, dénommée S1MA, est transsonique ; c'était au départ une création que les Allemands avaient commencé à construire dans la vallée du Zillertal pendant la Seconde Guerre mondiale. Récupérée à titre de dommages de guerre par la France, elle fut installée à Avrieux car il fallait une très haute chute d'eau pour la faire tourner, aucune centrale électrique ne délivrant à l'époque la puissance nécessaire ; cette soufflerie fut en effet conçue pour un fonctionnement sur turbine hydraulique.
Elle fonctionne aujourd'hui encore à l'aide de turbines alimentées par l'eau de conduites forcées provenant des lacs de barrages artificiels de la vallée du Fond d'Aussois (Vanoise).
Le déménagement de cette soufflerie a conduit après guerre à prolonger de quelques kilomètres, le long de l'Arc, la ligne ferroviaire de Modane, extension depuis laissée à l'abandon.

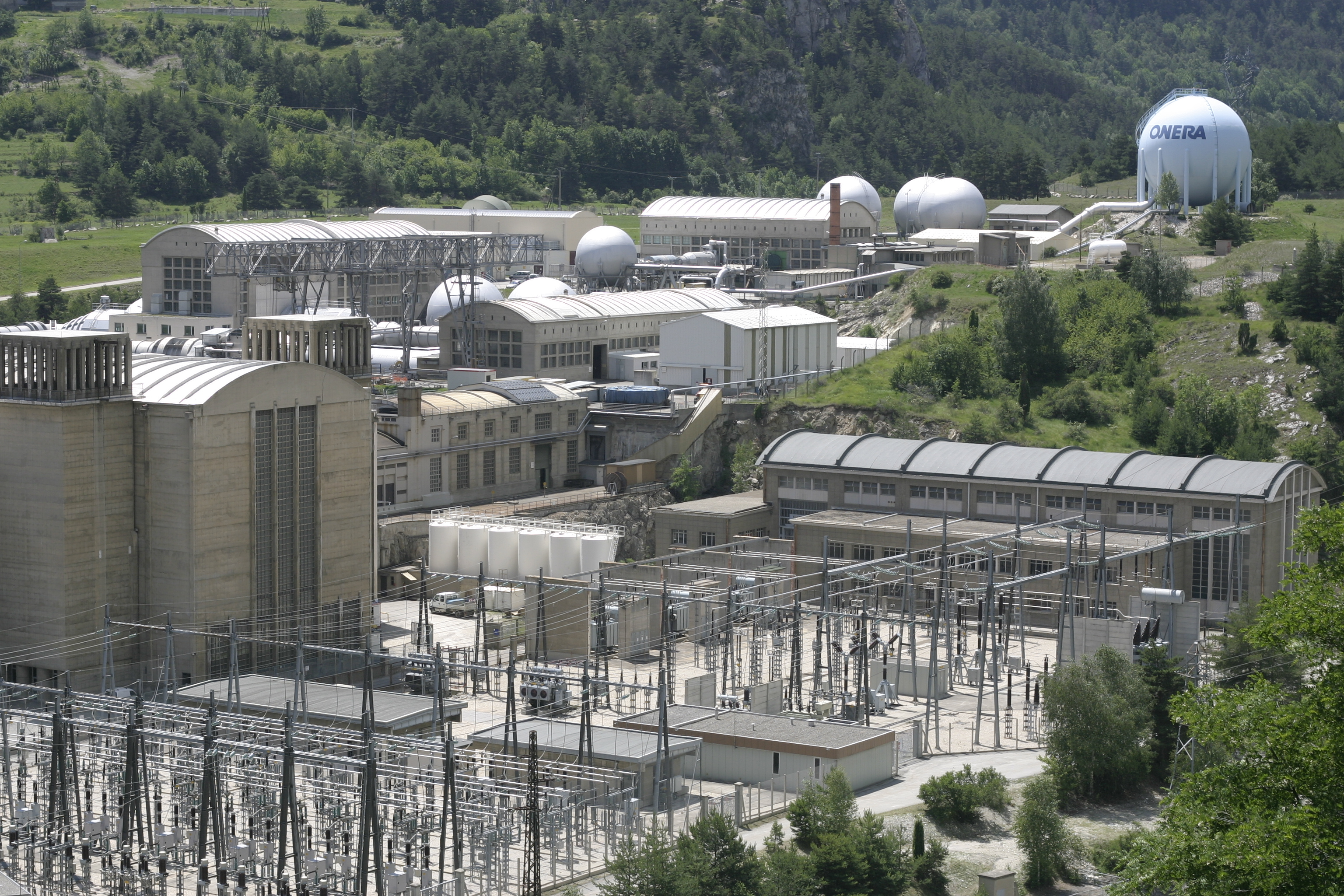
Vue des souffleries.
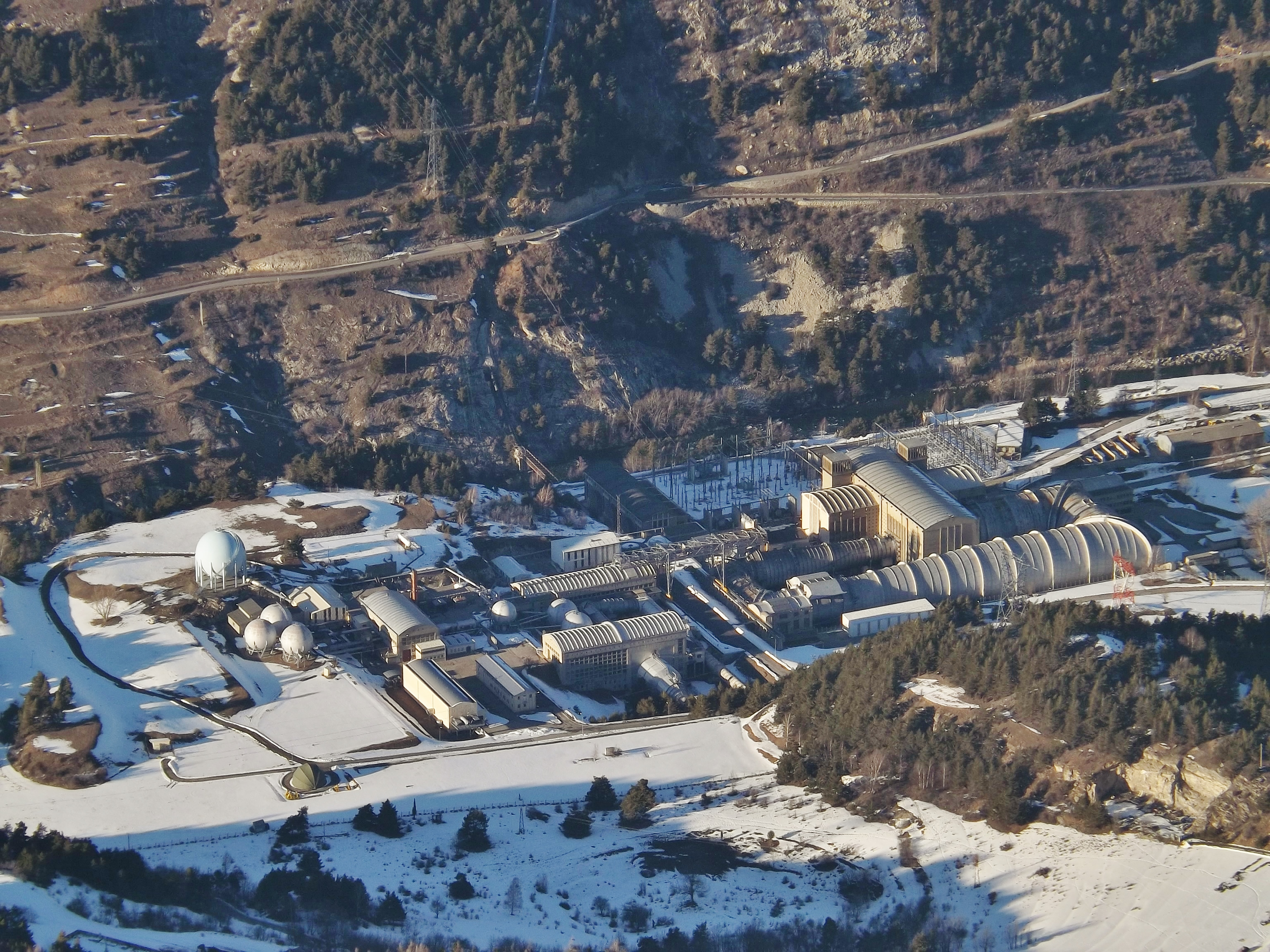
Soufflerie de l'ONERA.

### Verrerie d'art
Un souffleur de verre de France est installé à Avrieux, dans une verrerie artisanale.

### Tourisme

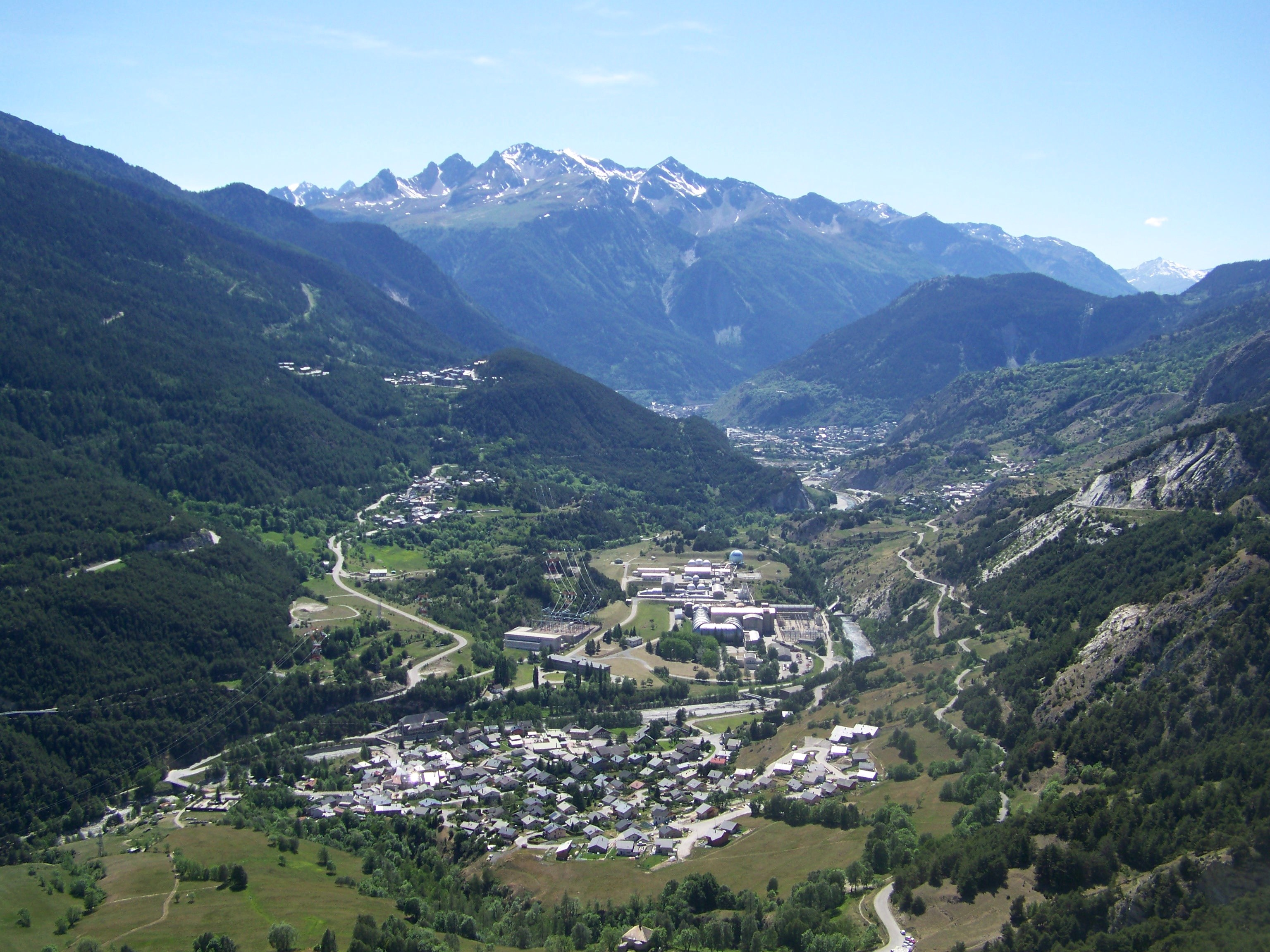
Vue de la commune au premier plan, et de l’ONERA plus loin.

La commune bénéficie des retombées de la station de ski de La Norma, située sur l'autre versant de l'Arc.
Elle est également propriétaire d'un hôtel-restaurant dont la gestion est déléguée à des restaurateurs privés.

## Culture locale et patrimoine

### Lieux et monuments

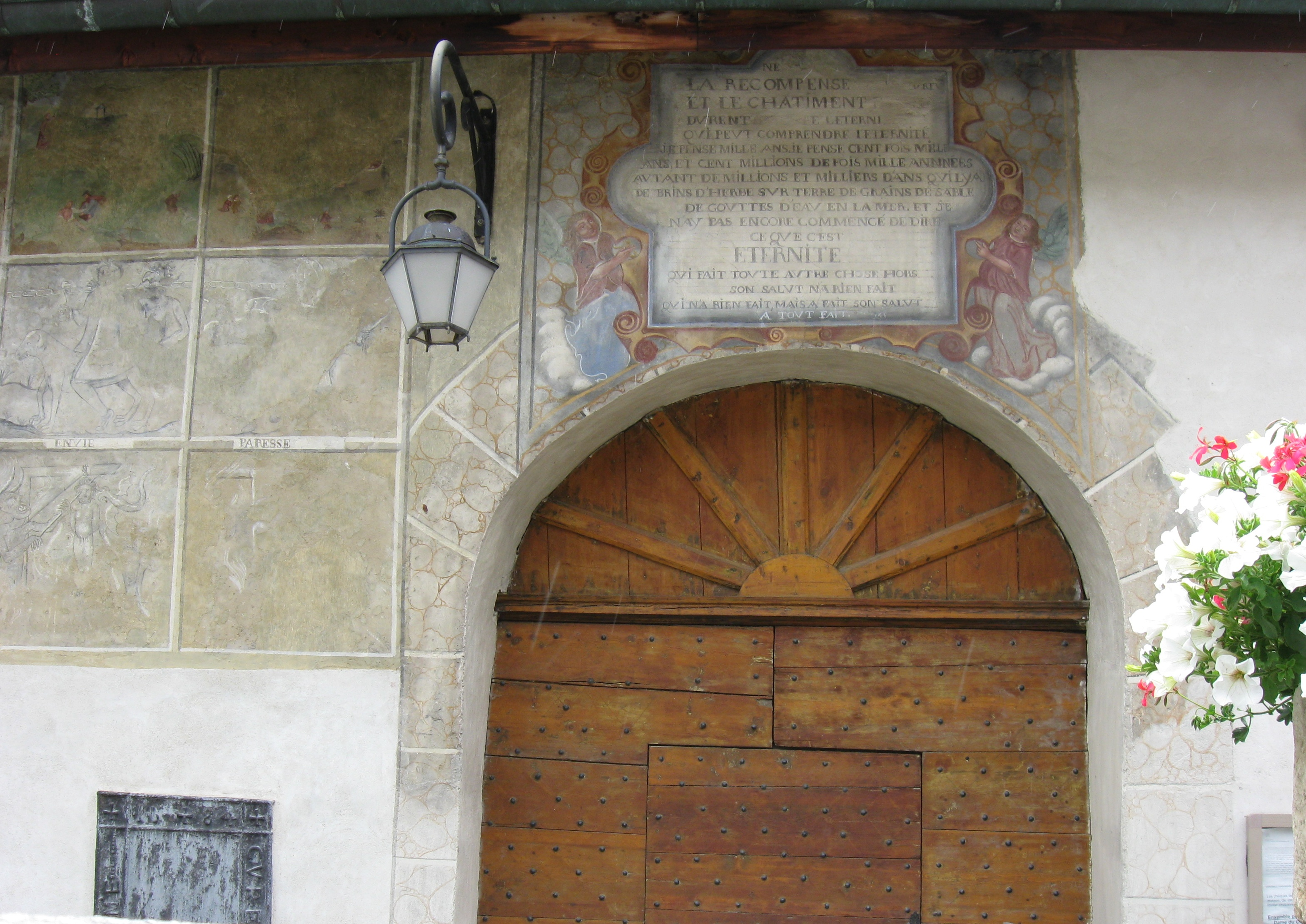
Portail de l'église Saint-Thomas-Becket, fresques.

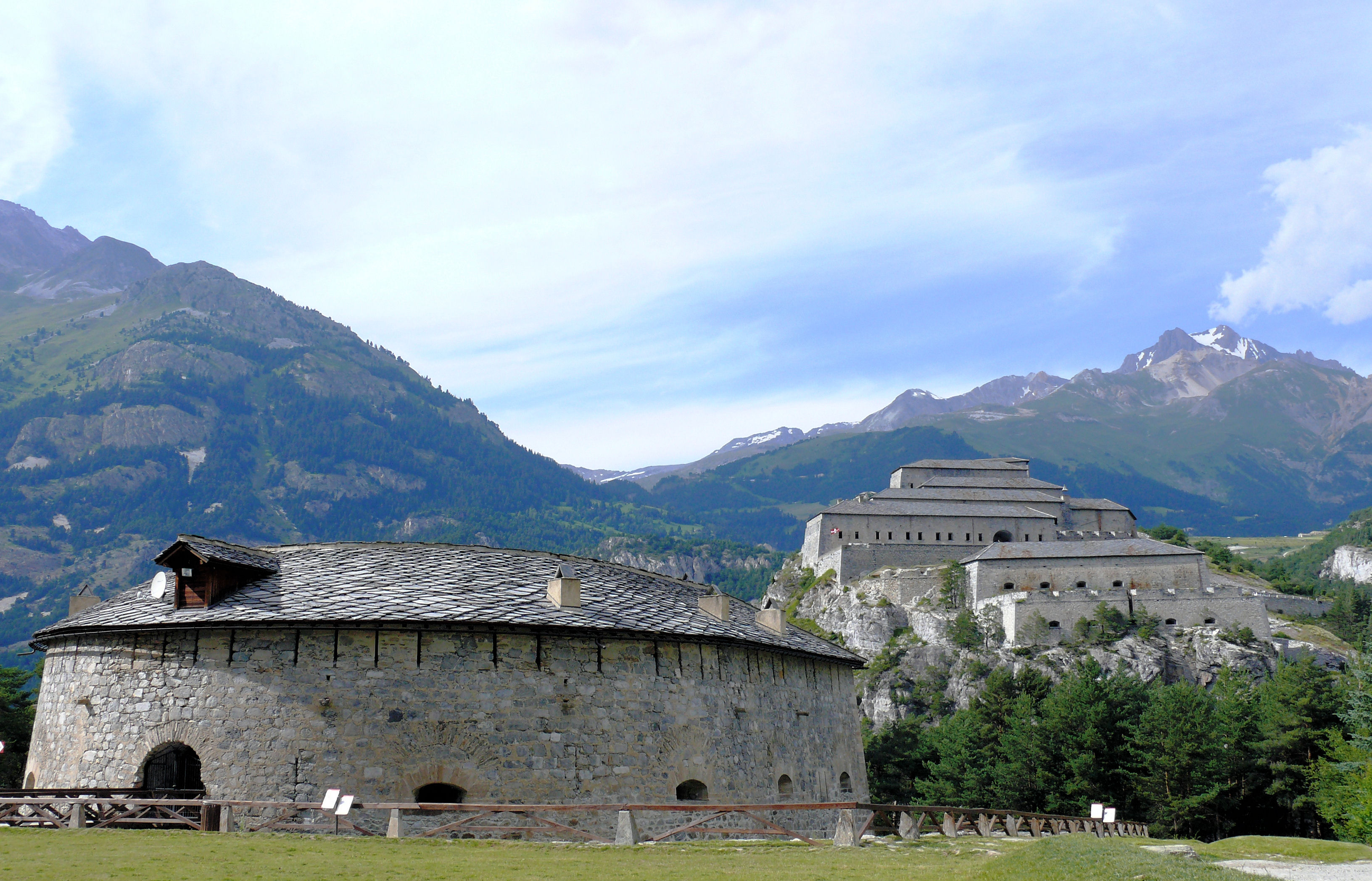
Les forts de l'Esseillon : au premier plan, la redoute Marie-Thérèse, et en arrière-plan, le fort Victor-Emmanuel.

- L'église paroissiale dédiée à Saint-Thomas-Becket[24] présente sur ses murs extérieurs, une fresque figurant les vertus et les vices. Sa porte est du XVIIe siècle. Elle abrite un diptyque d'un ancien retable du maître-autel réalisé par Jean Clappier. Les autres retables sont dus à des artistes locaux. Le patronage d'un saint anglais peut aussi bien s'expliquer par la fondation en 1214 de la paroisse par le seigneur « Anselme de Apilis et ses fils d'Angleterre » que par les liens pouvant alors exister entre la Maison de Savoie et la cour d'Angleterre[25],[26].
- Chapelle Notre-Dame-des-Neiges, du XVIIe siècle et du début du XVIIIe siècle[27],[28].
- Chapelle Saint-Benoît, chapelle de pèlerinage construite à partir du XVe siècle[29],[30].
- Chapelle Sainte-Anne, détruite après la Seconde Guerre mondiale avec la construction des conduites forcées (une statue d'une Triade ayant été retrouvée cachée), reconstruite par EDF sur les hauteurs sud de la commune et inaugurée le 30 juillet 1967[25].
- Chapelle Saint-Roch, datant du 17e siècle. Elle est désacralisée en 1972, n'étant plus destinée au culte, elle sert aujourd'hui de local pour la mairie.
- Chapelle de la Sainte-Trinité. Ses traces remontent jusqu'en 1603.
- La cascade du Saint-Benoit. Elle est alimentée par le barrage de Plan d'Aval.
- Château d'Avrieux[31], disparu.
- Redoute Marie-Thérèse[32] faisant partie des Forts de l'Esseillon construits au XIXe siècle.
- Poste du télégraphe Chappe de la ligne Lyon-Turin-Venise (XIXe siècle). Restauré en 2017, il est situé au Courberon, à 1968 m d'altitude 45,229833, 6,717467, entre les stations de Saint-André et de Sollières-Sardières, toutes deux restaurées en 2012[33].
- Le territoire situé sur le haut de la commune fait l'objet d'un site Natura 2000[34], notamment pour sa richesse floristique.

### Espaces verts et fleurissement
En 2014, la commune d'Avrieux a été récompensée par le « Concours des villes et villages fleuris » avec « deux fleurs ».

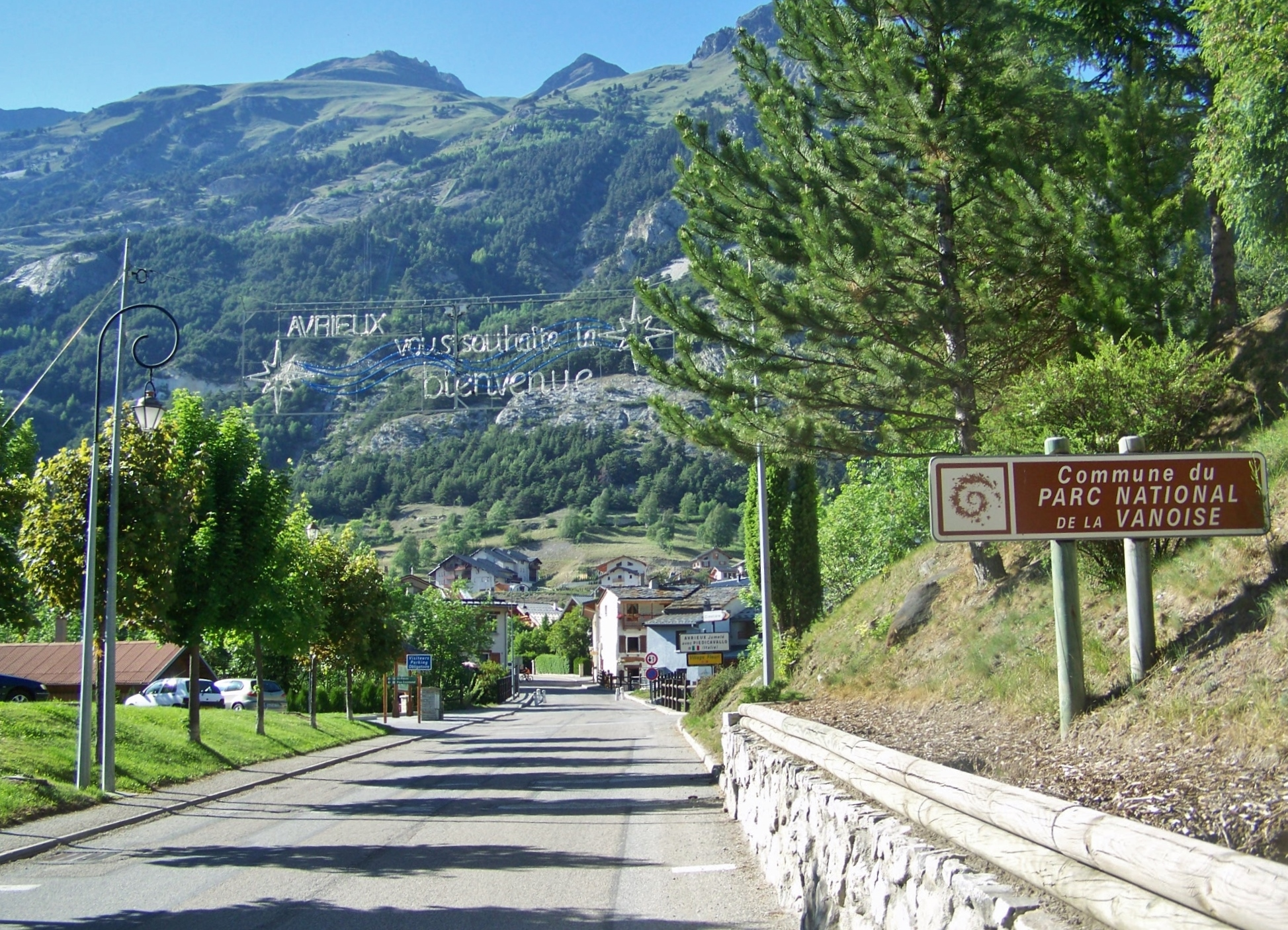
Entrée sud du village d'Avrieux, dans le parc de la Vanoise.
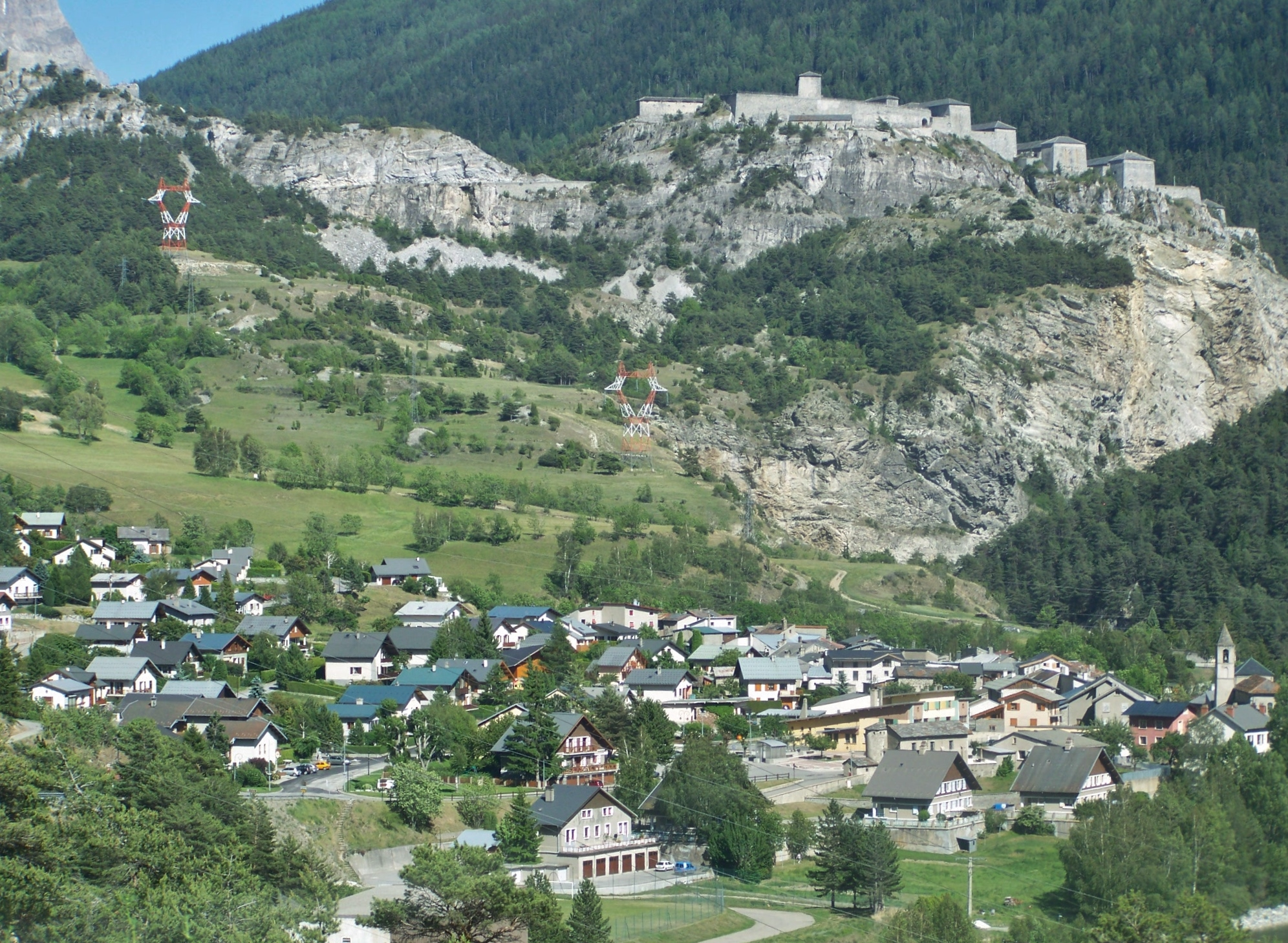
Vue d'ensemble du village avec le fort Victor-Emmanuel.
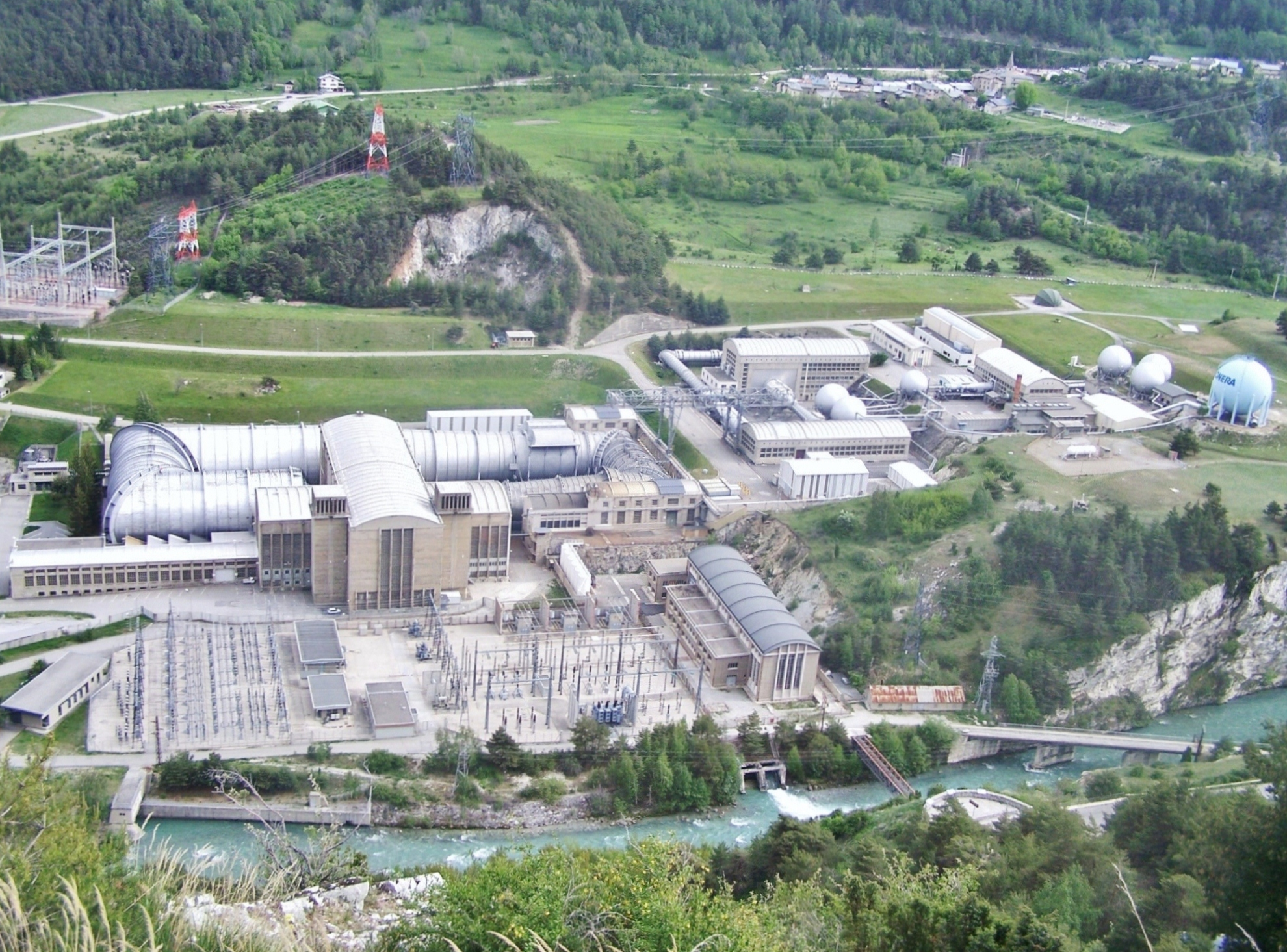
Une partie de la soufflerie de l'ONERA.
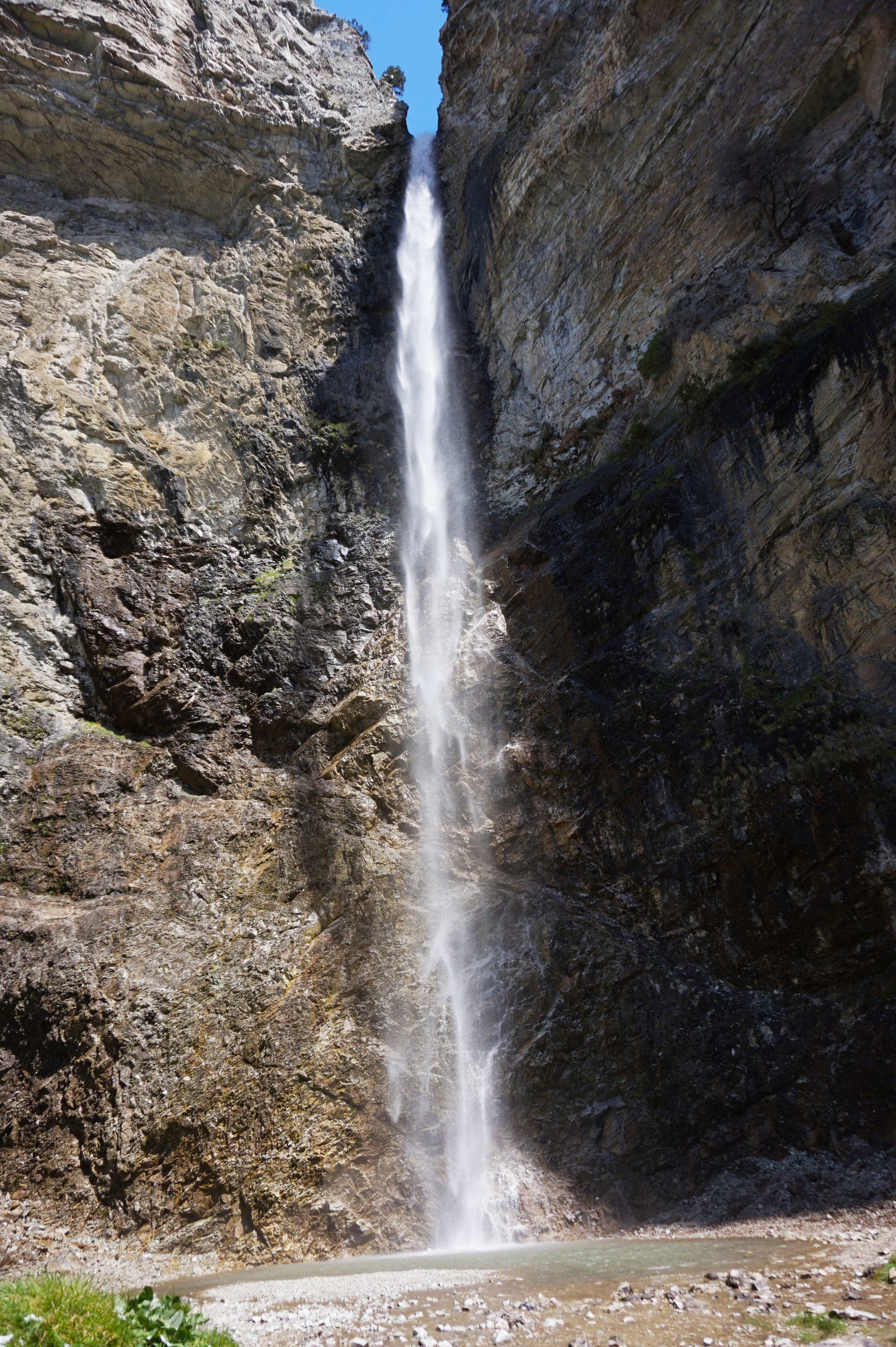
La cascade Saint-Benoit au nord d'Avrieux.

### Personnalités liées à la commune
- Charles II le Chauve, de retour d'Italie, est atteint d'une pleurésie. Il se réfugie à Aussois et meurt[36], le 6 octobre 877, au village de Brios[37].